# Derlis Gómez
Derlis Gómez (Ypacari, 2 november 1972) is een Paraguayaanse profvoetballer die sinds 2013 onder contract staat bij Club 12 de Octubre.
Gómez is een doelman en speelde zijn eerste interland op 4 mei 2005 tegen Ecuador. Hij maakt deel uit van de selectie voor het WK voetbal 2006 en speelde in totaal zeven interlands voor zijn vaderland.
In april 2003 werd hij voor zes maanden geschorst, wegens een positieve dopingtest. Er werd niet bekendgemaakt om welk middel het zou gaan.

## Clubs
- Sol de América (1991-1996)
- Guaraní (1997-2000)
- Libertad (2001)
- Sportivo Luqueño (2002)
- Olimpia (2003)
- 12 de Octubre (2003)
- Sportivo Luqueño (2004-2006)
- Quilmes (2006)
- Nacional (2007-2009)
- 12 de Octubre (2010)
- Independiente de Campo Grande (2011)
- Club Atlético 3 de Febrero (2012)
- 12 de Octubre (2013 - heden)